# M-98式98公厘迫擊炮
M-98式98公厘迫擊炮（波蘭文：98 mm moździerz M-98）是波蘭斯塔洛瓦沃拉鋼鐵公司開發的中口徑迫擊炮，為了配合歐洲常規武裝力量條約的限制，因此採用了罕見的98公厘口徑，目前為波蘭陸軍輕裝單位主要的基層火力支援裝備。

## 簡介

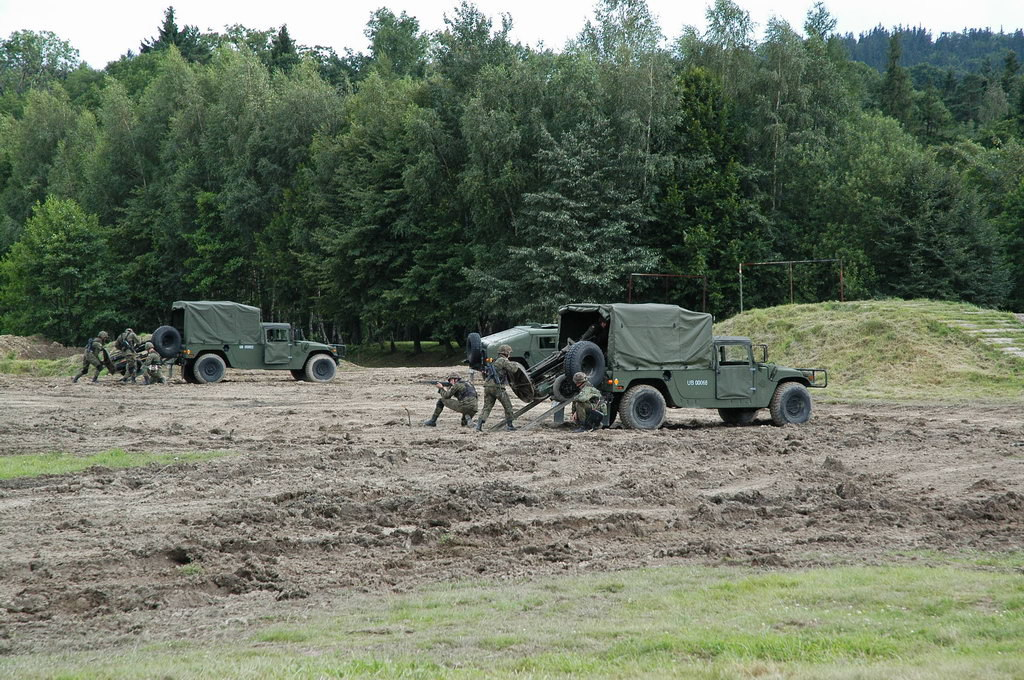
裝運上悍馬車的M-98迫炮

由於1991年11月歐洲常規武裝力量條約所制約，波蘭陸軍口徑大於100公厘的火炮不得超過1,610門。當前機械化部隊普遍使用口徑120公厘的重迫炮作為營一級的支援火炮，因此，條約這限制了波蘭軍隊在重武器上的配賦規模。為了化解這個困境，因此波蘭陸軍開發了口徑98公厘的迫擊炮。在合乎條約的前提下為野戰炮兵部隊保留最大規模的配額。
該型迫砲在1993年由斯塔洛瓦沃拉鋼鐵公司以自費研發方案啟動計畫，1994年完成火炮彈道需求模擬，1997年完成原型炮，1998年制式化。但受到開發砲彈的迪札門特(Dezamet)公司進度延宕，因此波蘭國防部要到2003年才開始下單採購，交付波蘭陸軍使用。
目前M-98迫擊炮配備在機械化步兵、山地步兵、空降步兵單位下屬支援連運用，每連配備9門M-98迫炮，最主要的使用者是波蘭陸軍第25空中騎兵旅、波蘭陸軍第6空降旅。由於它是用來替代120迫砲的任務，因此設計上分解總成重量仍不適合使用人力搬運，因此大部分狀況下並不會分解運輸，而是採取車載運輸的方式。在波蘭陸軍中運輸M-98迫炮的載具主要是M1097A2，搭配運輸彈藥的M1025A2或M1045A2載重車。

## 參考資料

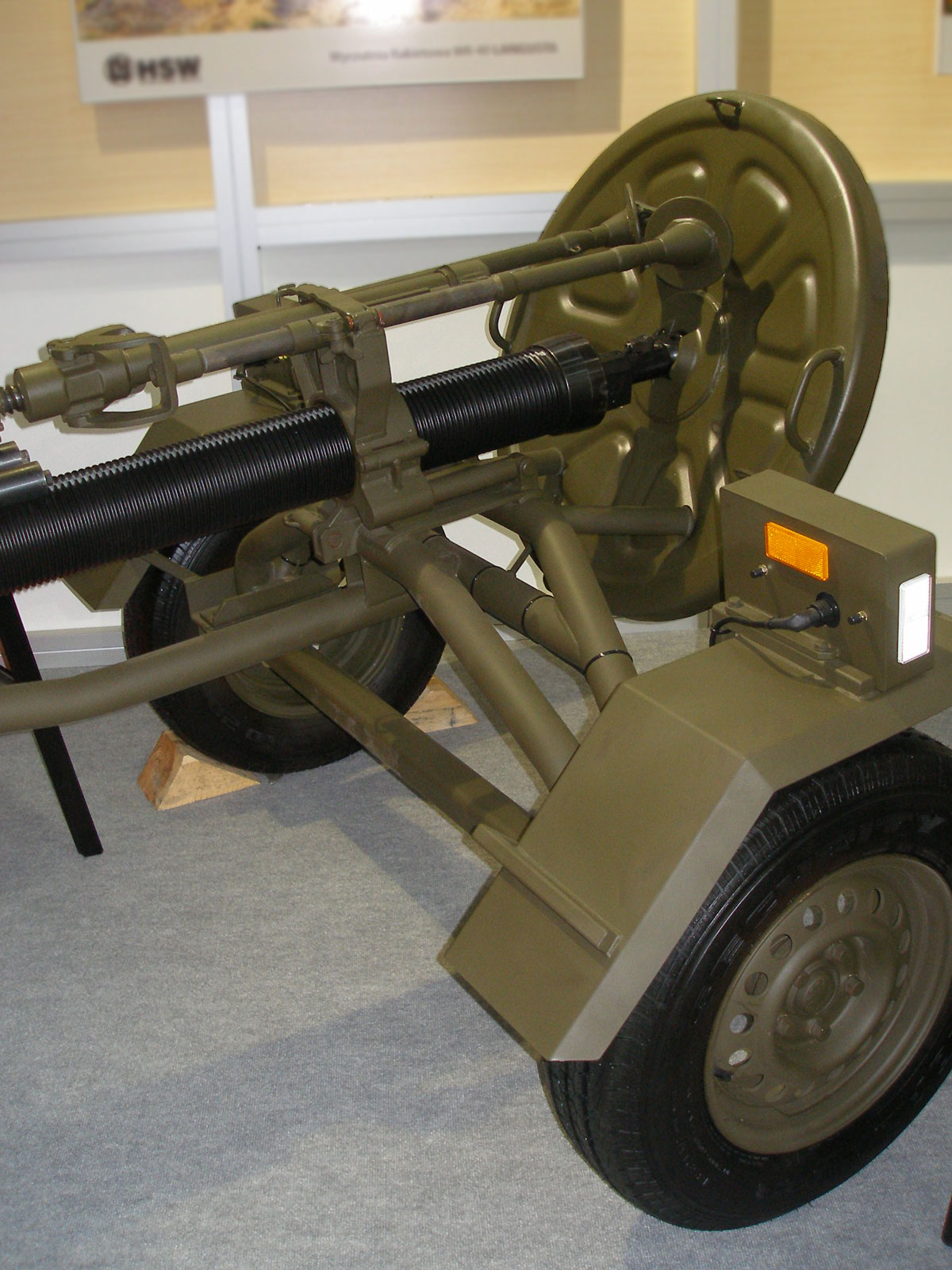
弋引狀態下的M-98迫擊炮